# Machaerium melanophyllum
Machaerium melanophyllum är en ärtväxtart som beskrevs av Paul Carpenter Standley. Machaerium melanophyllum ingår i släktet Machaerium och familjen ärtväxter. Inga underarter finns listade i Catalogue of Life.